# Effet CREIL
Pour les articles homonymes, voir Creil (homonymie).
L'effet CREIL est le nom donné par ses auteurs à un phénomène physique hypothétique jamais observé expérimentalement d'interaction entre lumière et matière. L'acronyme CREIL signifie Coherent Raman Effect on Incoherent Light, soit « Effet Raman Cohérent agissant sur une Lumière temporellement Incohérente ». L'effet CREIL a été proposé par deux frères, Jacques et Jean Moret-Bailly et n'a fait l'objet d'aucune publication dans des revues scientifiques internationales d'astronomie à comité de lecture. Cependant, il n'est pas une alternative au Big-bang et ne s'intéresse qu'à l'explication des glissements de fréquences observés sur les rayonnements lointains.

## Présentation
Selon ses auteurs, l'effet CREIL prédit qu'en présence de deux ondes électromagnétiques et dans certaines conditions  particulières, la matière peut produire un couplage entre les deux ondes, dont le résultat est un rapprochement des fréquences des deux ondes, la plus élevée diminuant au profit de la plus basse qui augmente. Toujours selon ses auteurs, l'effet CREIL ne prédit pas de diffusion de la lumière, et serait homogène sur de larges plages du spectre des fréquences. Tout comme la raie verte à 5300 A°, initialement attribuée au nébulium, il ne peut se manifester que sur une quantité de matière trop diluée pour produire une altération facilement observable. Aucune de ces affirmations n'a fait l'objet de confirmation expérimentale ou de publication dans des revues scientifiques à comité de lecture.  MM. Jean et Jacques Moret-Bailly ont posté leurS travaux sur le site internet de prépublication électronique, arXiv. Ils n'ont pas été repris ou cités par d'autres personnes du milieu académique (voir section Liens externes ci-dessous).